# Gabriele Valvassori

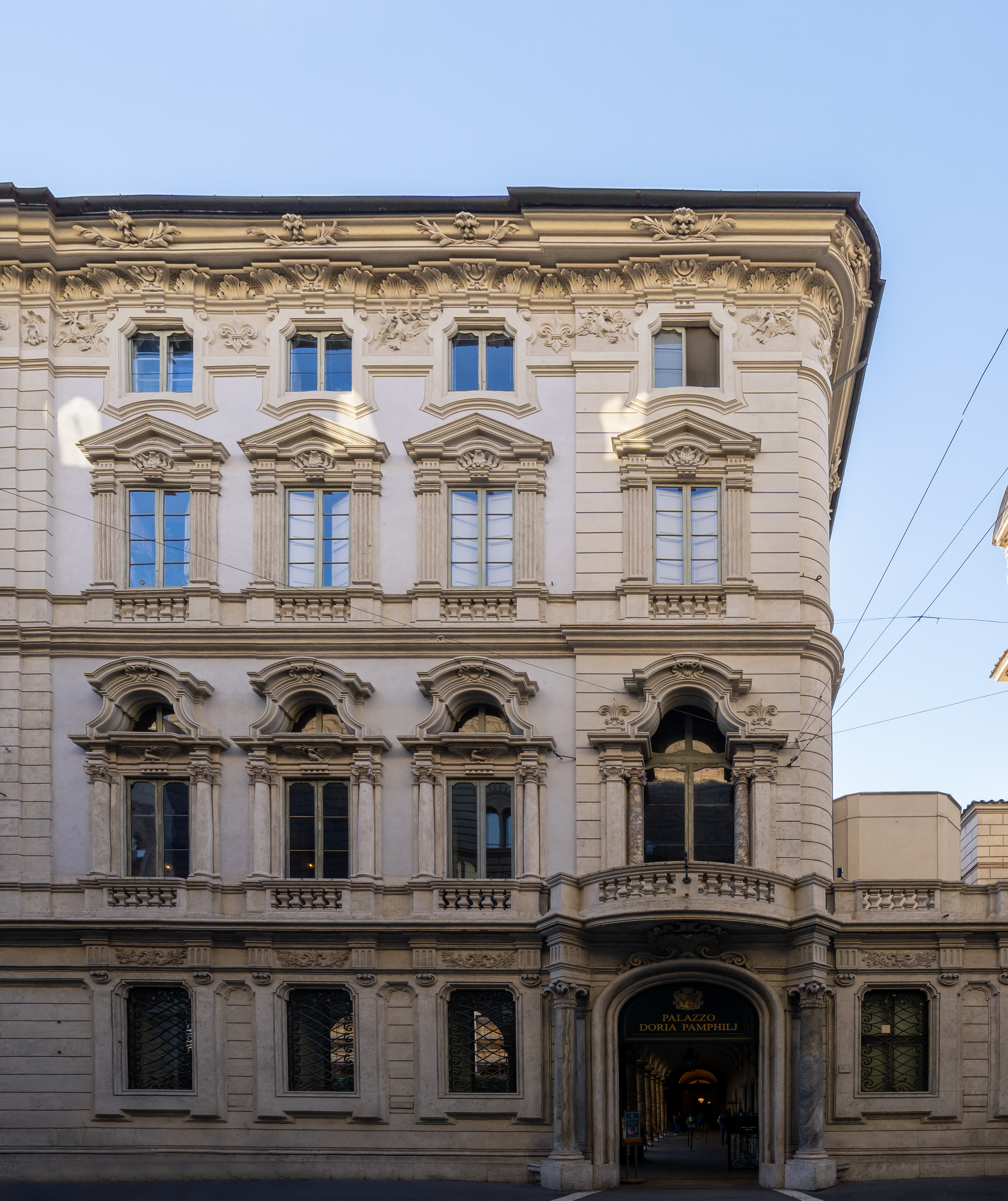
Palácio Doria Pamphilj, façada defronte à via del Corso

Gabriele Valvassori (Roma, 21 de agosto de 1683 – 7 de abril de 1761) foi um arquiteto italiano do período barroco tardio, principalmente ativo em sua cidade natal Roma.
Em 1711-1717 ajudou a projetar a pequena igreja de San Giuseppe alle Fornaci próximo a Foligno, e como um assistente de Filippo Barigioni ajudou a expandir as instalações dos banhos térmicos de Nocera Umbra.
Em Roma foi patrocinado pela Família Pamphilj, ajudando a projetar o altar principal (1720) da igreja Sant'Agnese in Agone, localizada adjacente ao palácio familiar em Roma. Na década de 1730  ajudou nos projetos da Galeria Doria Pamphilj. O complexo atual foi expandido lateralmente do palácio no local antigamente pertencente às famílias Della Rovere e Aldobrandini. Projetos iniciais de Carlo Maderno foram ampliados por Antonio del Grande e complementados por Carlo Fontana (incluindo a capela) e Francesco Nicoletti. Valvassori é responsável pela façada massiva da Via del Corso.
Para a arquiconfraternidade de Padriri Bergamaschi, de 1729 a 1735, ajudou a desenvolver sua propriedade na Piazza Colonna, incluindo o Cerasoli College. Ajudou na restauração e remodelamento da igreja dominicana de Santi Quirico e Giulitta, em Roma. Projetou a façada do Santa Maria dell'Orto.
Em 1737 tornou-se membro da Academia de São Lucas e professor em 1758. Foi regente da Academia Pontifícia do Panteão.

## Obras
- Igreja de San Giuseppe alle Fornaci, Foligno (1715–1718)
- Altar principal da Sant'Agnese in Agone, Rome (1720)
- Pequenas contribuições à Villa Aldobrandini, Frascati (1723–1729)
- Cerasoli College, (parte do Pontificio Seminario Romano Maggiore, Roma (1729–1735)
- Palazzo Doria Pamphilj, Roma (1730–1735, façada, pátio, jardins e corredor de espelhos)
- Santa Maria della Luce, Roma (1730, restauração)
- Santa Maria dell'Orto, Roma (1750, capela de São João Batista)
- Igreja de Santi Quirico e Giulitta, Roma (1750–1753, restauração, sacristia)